# 30. oklepna divizija (ZDA)
30. oklepna divizija (izvirno angleško 30th Armored Division) je bila oklepna divizija Kopenske vojske ZDA.

## Zgodovina
Divizija je bila aktivirana leta 1954 z elementi iz razpuščene 30. pehotne divizije, pri čemer so uporabili tudi dele 31. pehotne divizije.